# C·R·白克
查爾斯·「查克」·雷金納德·白克（英語：Charles "Chuck" Reginald Burkill，1874年7月29日—1950年2月24日），英國的遠東商人和業餘騎師，與兄長A·W·白克同是上海祥茂洋行合夥人。
白克生於上海，父親A·R·白克是祥茂創辦人之一。早年跟隨兄長被送到英國接受教育後，他於1890年代初返回上海加入祥茂，並與兄長一同於1897年接替退休的父親成為祥茂合夥人。祥茂除了從事生絲和廢絲業務，也包攬地產和一般進出口貿易業務，到白克兄弟接手後還開展英屬馬來亞的橡膠和地產事業。第一次世界大戰期間，香港政府在1918年向祥茂在內多家上海和香港商號徵用船隻作戰時用途，但戰後港府被指計劃把徵用船隻的收益用於香港的民生事務，而非撥歸受影響船東，引起船東不滿。港府後來更於1922年通過《彌償條例》，免除港府責任，促使白克對港府作出多番批評。
在商業工作以外，白克及其兄長曾經是遠東十分有名的業餘騎師之一，其中白克本人於1909年至1912年和1916年合共五度贏得香港打吡大賽。熱愛賽馬運動的香港總督梅含理爵士甚至稱頌白克是「難望項背的小伙子和難被擊倒的勁敵」。
在華工作四十多年後，白克於1934年退休返回英國。第二次世界大戰以後，祥茂洋行於1947年在香港開設分公司，到1949年中國大陸主權易幟後，祥茂在中國大陸的業務陷入停頓，獨留香港分公司繼續運作。1950年，白克在英逝世，終年75歲。

## 生平

### 早年生涯
白克是英國人，1874年7月29日生於上海租界，父親艾伯特·羅布森·白克（1839年－1913年）是祥茂洋行創辦人和合夥人之一，曾於1897年至1898年當選上海公共租界工部局總董；母親名叫克萊門蒂娜·卡羅琳·洛基特·杜（Clementina Caroline Lockett Dow；1852年－1932年），其父詹姆士·杜（James Dow；1827年－1875年）是上海的軋拉佛洋行合夥人之一。白克早年與其兄長艾伯特·威廉·白克（即A·W·白克；1873年－1952年）一樣，獲父母送回英國生活，並隨兄長受教於伍斯特郡的布羅姆斯格羅夫英皇愛德華學校（King Edward's School, Bromsgrove）。

### 上海事業
祥茂洋行於1877年由查爾斯·克勞姆（Charles Cromie）和白克的父親共同在上海成立和擔任合夥人，早期從事生絲和廢絲業務，並設總部於江西路。其後祥茂逐步擴充，並包攬地產和一般進出口貿易業務，而祥茂在華代理的進口貨品當中，較有名的包括由英國高士奇父子公司（William Gossage & Sons Ltd.）生產的各式肥皂。後來，祥茂成為多家企業的代理，當中包括英法產業有限公司（Anglo-French Land Investment Company）、從事內河小型船運的祥茂輪船公司（Cheang Mow Steamship Company）、曼徹斯特保險公司（Manchester Assurance Company）和皇家交易所保險公司（Royal Exchange Assurance Corporation）等。祥茂洋行的合夥人同時也代任美國火神鐵機公司（Vulcan Iron Works）在華的總經理，以及英商江蘇藥水廠（Kiangsu Chemical Works）總公司美查洋行（Major Bros., Ltd.）的秘書。另外，透過英法產業有限公司，祥茂在上海租界，特別是上海法租界，也擁有大批地產。

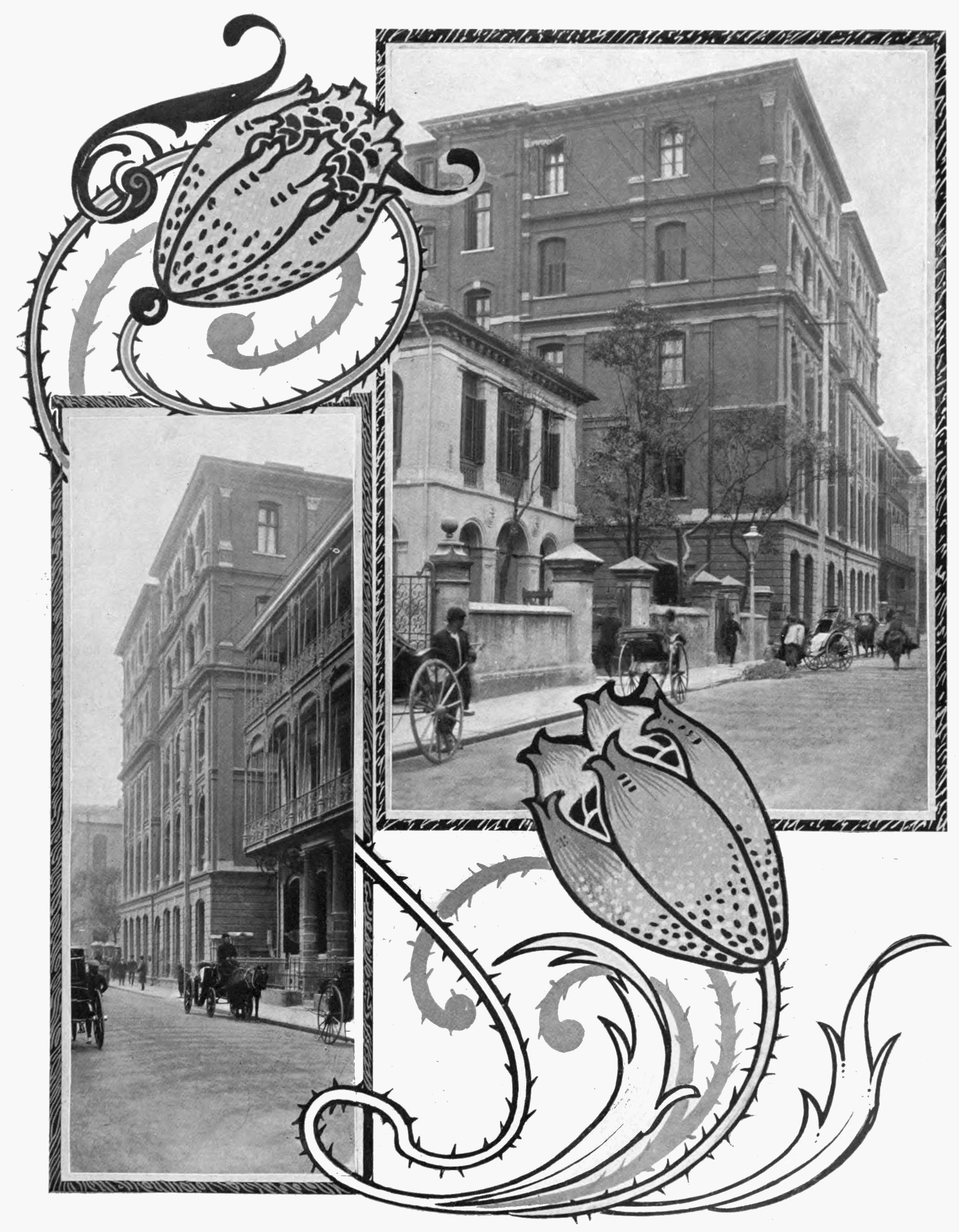
位於九江路上的祥茂洋行總部大樓

白克在英國完成教育後，首於1890年代初返回上海加入祥茂洋行，成為絲師（silk inspector）。克勞姆於1896年逝世後，白克與其兄長翌年均獲父親安排成為新合夥人，而祥茂洋行的英文名稱也由原來的「Cromie and Burkill」改成「A. R. Burkill and Sons」，但中文名稱維持不變。1898年，白克的父親決定退休返英定居，於是祥茂由留守上海的白克和兄長兩人全權打理。白克與其兄長接手後，祥茂於1900年把總部由原來的江西路遷往九江路一座更大的商業大樓；後來又委任在祥茂工作多年的陳炳謙為華總理，協助拓展業務。
步入1910年代，白克兄弟還開始投資英屬馬來亞的橡膠和地產事業，使祥茂的業務更趨多元化。其中，由白克擔任主席的相關公司包括哥打巴魯橡膠公司（Kota Bahroe Rubber Company）、標得種植園有限公司（Bute Plantations Ltd.）、丹那美拉產業有限公司（Tanah Merah Estates, Ltd.）、巴東橡膠公司（Padang Rubber Co.）和雙溪杜利橡膠產業有限公司（Sungei Duri Rubber Estate, Ltd.）等；至於由他擔任董事的相關公司則包括卡帕萊群島產業有限公司（Kapala Islands Estates, Ltd.）、卡蘭橡膠產業有限公司（Karan Rubber Estate Co., Ltd.）和吉打邦財團有限公司（The Ketapang Syndicate, Ltd.）等。此外，1898年在滬成立的永年人壽保險公司（China Mutual Life Insurance Co.），也曾經由白克長期擔任董事局主席。

### 香港《彌償條例》
第一次世界大戰期間，香港政府於1918年4月實施一項航運管制計劃（Shipping Control Scheme），由署理輔政司符烈槎（後為爵士）兼任航運管制委員會主席，負責徵用包括祥茂洋行在內等多家商號旗下於香港或上海註冊的船隻，用以支援英國的戰時需要。被徵用船隻的船東起初認為港府賠償不足，但出於國家利益，都願意讓港府在非常時期根據有關計劃徵用船隻。然而，大戰在1918年11月完結後，有關船東在1919年底從港府披露的帳目細項中發現，港府竟把徵用得來的船隻用於航運用途，從中獲利超過223萬港元，但這筆款項從未上繳英國政府作抗戰用途，而英政府也沒有向港府要求上繳該筆款項。
受影響船東認為，港府沒有把計劃所得的收益上繳英國，是違反計劃原意，於是尋求採取法律行動追討計劃收益。就此，由白克部份持股的上海渥隆輪船公司（The Wollowra Steamship Co., Ltd.）代表其他船東，率先在1919年12月入稟法院，就旗下輪船「渥隆號」（SS Wollowra）被徵用一事向港府追討59萬港元，作為案例試探港府和法院的態度。未幾，時任輔政司施勳（後為爵士）卻在1920年1月29日舉行的定例局會議上宣佈，港府會把計劃收益用於在九龍興建酒店和房屋，以及支援香港大學的發展。
為了化解分歧，雙方於1920年8月同意暫緩涉及「渥隆號」的法律訴訟，以便先尋求解決方案。隨後，由於當年主管航運管制計劃的符烈槎在1921年1月返英休假，事件於是一度擱置下來，以待他返港視事後再續。期間，包括祥茂和渥隆在內共八家上海和香港商號曾於1921年6月就其中九艘曾被港府徵用的船隻向香港總督司徒拔爵士呈交請願書，同時尋求香港西商會協助，要求港府把計劃收益撥歸船東，而非用於香港的民生事務。

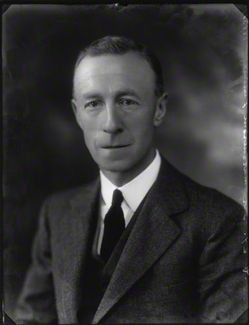
符烈槎爵士

雖然如此，律政司金培源（後為爵士）未及符烈槎返港，便在1921年9月1日於定例局首讀《彌償條例草案》，草案參考英國國會制訂的《1920年彌償法令》，訂明港府只會參考英國海軍部運輸仲裁委員會當初制定的標準比率（俗稱藍書比率；Blue Book rates）向被徵用船隻的船東作出賠償。換言之，草案一旦通過，一眾受影響船東將無法爭取討回他們認為應得的賠償。及至1921年12月符烈槎返港視事後，港府雖曾嘗試與商東斡旋，但未能成功，這促使定例局於1922年8月3日恢復對《彌償條例草案》的二讀。
在恢復二讀當日，定例局特准代表船東一方延聘的大律師晏禮伯（後為爵士）宣讀請願書；但身為署理輔政司的符烈槎在回應時解釋，香港的航運管制計劃及其賠償比率均由英政府制定，港府僅扮演代理人的角色以確保計劃有效實施。此外，他一方面強調航運管制計劃的原意並非要賺取收益撥歸作香港的民生用途，但另一方面他指出港府有責任參考英國的《1920年彌償法令》展開本地立法，意味港府不具備把計劃收益撥歸船東的權力。在得到定例局內非官守議員支持下，《彌償條例草案》結果在同年8月17日三讀通過成為法例。
儘管港府成功通過《彌償條例》，但事件餘波未了。1923年6月7日，賚賜洋行（上海）有限公司（Moller & Co. (Shanghai), Ltd.）舉行特別股東會，通過自動清盤。會上，該行主席愛立克·馬勒（Eric Moller）和主要股東之一的白克不約而同地向港府作出猛烈批評。兩人認為，港府當年徵用私人商業船隻純作牟利用途，毫無法理基礎可言；而港府建議船東一方暫緩「渥隆案」訴訟，表面是要等待負責官員符烈槎回港，並為一眾船東尋求更佳方案，惟實際目的卻是拖延時間，以便有更充份的準備推動《彌償條例》立法，從而堵塞船東追討計劃收益的機會。白克在會上進一步透露，他在倫敦與殖民地部官員交涉時，對方不諱言港府的做法猶如「非法和海盜強搶」（"illegal and piratical"），但礙於《彌償條例》而免除責任。他認為，船東在戰時已經要支付特別高昂的維修費用和船舶保險費用，如果無法討回船隻被徵用期間賺取的收益，無疑大大加重受影響船東的財政負擔。馬勒甚至在會上歸咎於港府的航運管制計劃和《彌償條例》，是導致其公司清盤結業的直接成因。
同年6月22日，上海《字林西報》再刊出由馬勒和白克分別撰寫的公開信，其中馬勒在信中整理出他對港府的種種指控，包括（一）：港府不合法地把徵用得來的船隻用作牟利用途；（二）：港府在執行航運管制計劃時並非單純擔當代理人的角色；（三）：港府並沒有向他給予合理的補償；及（四）：港府假意拖延「渥隆案」以便趕及《彌償條例》立法。至於在另一封公開信，白克質疑所有船東一直以來被隱瞞港府有為徵用船隻購置戰時保險的事實，並批評符烈槎屢次搬出英政府作為擋箭牌是在「轉移視線」。
面對馬勒和白克的種種指控和批評，符烈槎在1923年7月26日向定例局提交《1917年至1923年香港航運管制報告書》，逐點反駁兩人的指控。符烈槎除了在報告書中詳細敘述航運管制計劃的背景和落實經過，並指出（一）：計劃是根據英政府的指令行事，被徵用船隻主要用作運輸各類物資以支援戰時所需，並非單純作牟利用途；（二）：計劃中被徵用的船隻基本上都十分老舊，而且噸位較小，參考藍書比率獲得賠償實屬合理；（三）：參考英國本土和其他殖民地施行的航運管制計劃，都沒有把計劃收益撥給船東的安排；雖然符烈槎於1921年12月返港視事後，曾提出把計劃收益的一半撥給船東，但即受到定例局非官守議員的反對，殖民地部後來也指出，即使有關建議得到港府支持，也不會獲得殖民地大臣首肯；及（四）：港府是按照英政府指示參考英國的《1920年彌償法令》，展開《彌償條例》的立法工作；其他英國殖民地政府也有進行類似的立法工作，統一地免除各地殖民地政府在戰時的一些法律責任。
符烈槎在報告書中進一步反駁，馬勒提出自動清盤的賚賜洋行（上海）有限公司其實是賚賜洋行旗下一家遲至1918年才成立的子公司，而且根據官方記錄該公司從航運業務賺取可觀收益，因此其清盤與港府無關。對於白克聲稱港府隱瞞為徵用船隻購置戰時保險，符烈槎指出港府早於1918年3月已向所有參與計劃的船東發出通函，說明港府會為被徵用的船隻承保；由於白克在公開信中也曾引用同一通函，符烈槎認為白克不可能毫不知情。對於港府被指刻意拖延「渥隆案」，符烈槎引用雙方代表律師的往來書信，說明是渥隆一方在1920年8月主動提出暫緩訴訟，而非港府。再者，殖民地大臣是在四個月後的1920年12月28日發出通函，指示各殖民地就《彌償條例》立法。該通函遲至1921年2月13日才抵達香港，所以並不存在港府為了《彌償條例》立法而刻意拖延「渥隆案」。
報告書在1923年7月發表時，香港法院仍在審理一宗由10家商號就徵用船隻一事向港府追討計劃收益的訴訟。就在報告書發表後不久，主審的時任香港正按察司戴華士爵士在同年8月引用《彌償條例》，正式裁定興訟的10家商號敗訴。

### 晚年生涯
在華工作四十多年後，白克與其兄長兩人相繼於1934年和1935年退休返回英國。祥茂洋行的在華事務繼由威爾伯特·梅勒（Wilbert Mellor）以營運總監身份主理。第二次世界大戰以後，祥茂洋行於1947年在香港公主行開設祥茂洋行（香港）有限公司。到1949年中國大陸主權易幟後，祥茂洋行在中國大陸的業務陷入停頓，獨留香港分公司繼續運作。
白克返回英國後定居於伯克郡沃特漢聖勞倫斯（Waltham St. Laurence），與兄長一同留任祥茂洋行的倫敦董事會。1950年2月24日，他在當地逝世，終年75歲。他身後，祥茂洋行（香港）有限公司繼續經營大馬橡膠業務，另外也在港經營醫藥化學品和醫療儀器等的進口業務。

## 個人生活

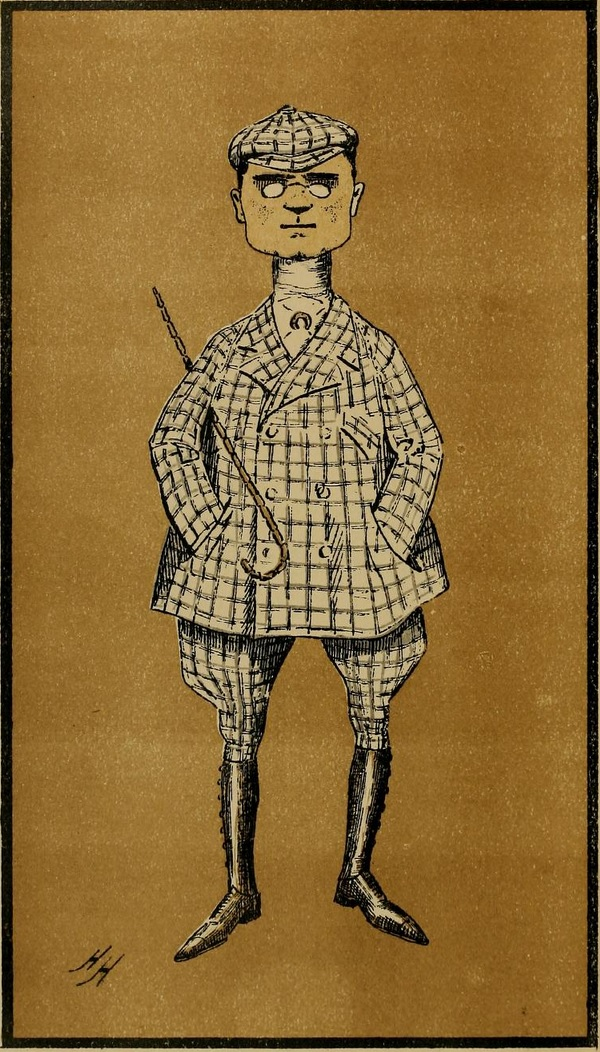
一幅1902年出版描繪白克的漫畫，題為「查克」

白克於1908年4月18日在英國倫敦娶瑪喬麗·斐倫（Marjorie Fearon，1885年－1968年）為妻，兩人沒有子女。瑪喬麗的父親詹姆士·S·斐倫（James S. Fearon）是協隆洋行合夥人，曾於1898年至1899年出任上海公共租界工部局總董。
在商業工作以外，白克及其兄長曾經是遠東十分有名的業餘騎師之一，直到1920年代，白克都活躍於上海和香港兩地的馬場。其中，他曾於1909年至1912年連續四年勝出香港打吡大賽；當中首三次是為麼地爵士策騎，而第四次是為遮打爵士策騎。1916年，他再一次為遮打贏得當年的香港打吡。熱愛賽馬運動的香港總督梅含理爵士早年擔任輔政司期間，曾於1909年出版《香港小型馬匹和成年公馬競賽摘錄》一書，書中尾部對白克兄弟有以下的讚賞：
|  | 餘下不得不提，是名震遠東的白克兄弟。我等有幸在香港不同場合親睹A·W·白克先生馳騁馬場，實乃一大樂事。他是一位強勁且瀟灑的騎師，並一向以其頭腦策騎。直到去年，我們終於親睹令人敬畏的「查克」·白克披衣上陣。他與其兄長和本書前文提及的其他上海士紳一樣，均採用加長馬鐙、或可被稱為慢歐林克流派（Meyerink school）的方式策騎。正如其他人所稱，我相信這種騎姿可讓中國小馬有更多發揮；因為眾所周知，目前中國小馬仍需多加策騎。話雖如此，無可置疑的是我們的眾多上海朋友不論策騎任何馬種，特別是中國小馬，都難被擊倒，當中又以這一位騎師最為無可匹敵。在上一屆香港周年大賽，我親睹「查克」·白克先生勝出九場賽事。其中，我計算出他至少在兩場、甚至三場賽事偷襲成功。我從未見過有人可以如此冷靜地坐上馬鞍，或是在策騎時發揮如此優良的判斷能力。當我在此補充他對步速有極佳的認知、在馬鞍上表現強勁、以及可以把最為倦怠的馬匹發揮得淋漓盡致，讀者們可想而知他的確是一位「難望項背的小伙子和難被擊倒的勁敵」（a "rum 'un to follow and a bad a 'un to beat"）。 |

除了賽馬運動，白克也曾在上海租界擔任中國汽車偕行社（Automobile Club of China）社長。

## 附註
1. ↑  在華行銷的高士奇肥皂，品牌中文名稱以祥茂洋行命名為祥茂肥皂，[12][13]其受歡迎程度使得有華商徐華封一度仿冒推出「祥荗肥皂」，結果於1900年被祥茂洋行告上會審公廨，成為上海近代首宗商標訴訟。[14]起初，公廨裁定「祥荗肥皂」需要改名，卻不以冒牌問罪。[14]祥茂不服判決，一度把案件送回公廨重審，但這時公廨聲稱「祥荗肥皂」是稟准北洋大臣生產的，礙於面子不便判罰，最終祥茂惟有接受公廨原判，即下令「祥荗肥皂」停產改名。[14]

1911年，英商白禮氏洋燭公司（Price's (China) Ltd.）在上海開設白禮氏燭皂廠，其後高士奇公司在華設立駐華祥茂肥皂有限公司（William Gossage & Sons (China) Ltd.），直接借燭皂廠附設的制皂車間生產祥茂肥皂，從而降低生產成本和增加產量。[13]直到1923年，以生產「力士」和「日光」等肥皂品牌聞名的英國製皂巨擘利華兄弟公司成立子公司中國肥皂有限公司，並於上海楊樹浦興建遠東規模最大的製皂廠房，自此祥茂肥皂也改由中皂經營。[13][15]後來中皂透過祥茂肥皂發起減價戰，曾經與滬商項松茂的「五洲固本皂」引發激烈競爭。[13][15]
2. ↑  威廉·慢歐林克（William Meyerink）是上海的德商順全隆洋行（Meyerink & Co.）老闆，[58]也是當地的業餘騎師。[59]

## 注腳
1. ↑  "Births" (1 August 1874)
2. ↑  "England and Wales Birth Registration Index, 1837-2008: Albert Robson Burkill" (retrieved on 1 September 2019)
3. 1 2 3  "Death of Mr. A. R. Burkill" (13 December 1913)
4. 1 2 3 4  "Obituary: Mr A. R. Burkill" (6 December 1913)
5. ↑  "Burkill, Albert Robson" (1915), p.299.
6. ↑  "England and Wales Death Registration Index 1837-2007: Clementina C L Burkill" (retrieved on 1 September 2019)
7. ↑  "Journal of a Voyage to China by James Dow" (retrieved on 1 September 2019)
8. ↑  The Saturday Review of Politics, Literature, Science, and Art (1870), p.428.
9. ↑  "Mr A. W. Burkill - Prominent S'hai Resident Passes - Keen Sportsman" (22 January 1952)
10. 1 2 3 4  Ezekiel (1924), p.80.
11. 1 2 3 4 5 6  Wright (1908), p.622.
12. ↑  〈祥茂肥皂〉（造訪於2019年9月1日）
13. 1 2 3 4  孫德祥（2006年12月18日）
14. 1 2 3  〈上海審判志：大事記〉（2008年5月12日）
15. 1 2  〈聯合利華〉（造訪於2019年9月1日）
16. ↑  Kong (30 August 2017), p.116.
17. ↑  The Directory & Chronicle for China, Japan, Corea, Indo-China, Straits Settlements, Malay States, Sian, Netherlands India, Borneo, the Philippines, &c. (1909), p.1481.
18. ↑  "Charles Cromie, deceased" (14 November 1896)
19. ↑  Wright (1908), p.556.
20. ↑  "Kota Bahroe Rubber - Tapping Resumed on a Moderate Scale" (19 November 1921)
21. ↑  "Bute Plantations - Over 50 Per Cent. Reduction in Costs" (5 May 1922)
22. ↑  "Tanah Merah Estates - Large Reserve Area Being Retained" (22 July 1921)
23. ↑  "Padang Rubber Co. Annual Meeting" (21 July 1914)
24. ↑  "Sungei Duri's Sound Position - Final Dividend of 75 Cents a Share" (2 November 1934)
25. ↑  "Kapala Island - Company in Voluntary Liquidation" (12 June 1922)
26. ↑  "Karan Rubber Estate Co. - First Annual Meeting of a Shanghai Concern" (5 July 1911)
27. ↑  "The Ketapang Syndicate, Ld - Expediting Survey Operations on Estate" (9 November 1910)
28. ↑  Fletcher, pp.64 & 66.
29. 1 2 3 4 5  Hong Kong General Chamber of Commerce Report for the Year 1921. (1922), pp.154-155.
30. ↑  Hong Kong General Chamber of Commerce Report for the Year 1921. (1922), p.156.
31. 1 2 3 4  Fletcher (25 July 1923), pp.77-78.
32. 1 2  Hong Kong General Chamber of Commerce Report for the Year 1921 (1922), pp.154-161.
33. 1 2  Official Report of Proceedings (1 September 1921), pp.109-112.
34. 1 2 3 4  Official Report of Proceedings (3 August 1922), pp.62-72.
35. ↑  "Official Report of Proceedings" (17 August 1922), p.77.
36. 1 2 3 4 5 6 7  "The Shanghai Denunciation of the Hongkong Government" (13 June 1923)
37. 1 2 3 4 5  "Those Shipping Profits - Mr. Moller and Mr. Burkill and the Colonial Secretary" (26 June 1923)
38. ↑  Fletcher (25 July 1923), p.59.
39. ↑  Fletcher (25 July 1923), pp.66-67.
40. ↑  Fletcher (25 July 1923), p.68.
41. 1 2 3  Fletcher (25 July 1923), pp.70-71.
42. ↑  Fletcher (25 July 1923), pp.71-72.
43. 1 2  Fletcher (25 July 1923), p.73.
44. ↑  Fletcher (25 July 1923), pp.76-77.
45. 1 2  "Shipping Profits - Action Against the Hongkong Government" (9 August 1923)
46. ↑  North China Daily News (15 May 1935)
47. ↑  "Shanghai Race Club - Tribute to Mr. A. W. Burkill" (1 June 1935)
48. 1 2  "Chou En-lai's debt of honour" (8 December 1979)
49. ↑  "Change of Address" (30 December 1947)
50. 1 2 3 4  "Mr C. R. Burkill - Well-known Shanghai Resident Passes" (28 February 1950)
51. ↑  "Rubber crops" (8 April 1970)
52. ↑  "The List of Local Responsible Persons (LRP)" (retrieved on 1 September 2019)
53. ↑  The South China Morning Post (1 May 1908)
54. ↑  "England and Wales Death Registration Index 1837-2007: Marjorie Burkill" (retrieved on 1 September 2019)
55. ↑  ""Death of an Old "China Hand" - Mr. James S. Fearon"" (retrieved on 1 September 2019)
56. 1 2 3  "Derby of Hong Kong" (retrieved on 1 September 2019)
57. ↑  May (1909), p.38.
58. ↑  The Directory & Chronicle for China, Japan, Corea, Indo-China, Straits Settlements, Malay States, Sian, Netherlands India, Borneo, the Philippines, &c. (1909), p.816.
59. ↑  The Little Blue Book of Shanghai (1931), p.495.
60. ↑  "Motoring in Shanghai - Central Garage Wanted - One Way Traffic" (5 April 1924)

### 英文資料
- The Saturday Review of Politics, Literature, Science, and Art（页面存档备份，存于） Volume XXIX. London: Saturday Review, 1870.
- "Births", The North China Herald, 1 August 1874.
- "Charles Cromie, deceased", The Hongkong Government Gazette, 14 November 1896, p.1067.
- Edited by Wright, Arnold, Twentieth Century Impressions of Hongkong, Shanghai, and Other Treaty Ports of China: Their History, People, Commerce, Industries, and Resources. London: Lloyds Greater Britain Publishing Company, 1908.
- The South China Morning Post, 1 May 1908, p.11.
- May, F. H., Notes on Pony and Horse Racing in Hongkong. Hong Kong: Noronha & Co., 1909.
- The Directory & Chronicle for China, Japan, Corea, Indo-China, Straits Settlements, Malay States, Sian, Netherlands India, Borneo, the Philippines, &c.（页面存档备份，存于）. Hong Kong: The Hongkong Daily Press Office, 1909.
- "The Ketapang Syndicate, Ld - Expediting Survey Operations on Estate（页面存档备份，存于）", The Straits Times, 9 November 1910, p.12.
- "Karan Rubber Estate Co. - First Annual Meeting of a Shanghai Concern（页面存档备份，存于）", The Straits Times, 5 July 1911, p.11.
- "Obituary: Mr A. R. Burkill", North China Herald, 6 December 1913.
- "Death of Mr. A. R. Burkill（页面存档备份，存于）", The Straits Times, 13 December 1913, p.15.
- "Padang Rubber Co. Annual Meeting（页面存档备份，存于）", Malaya Tribune, 21 July 1914, p.15.
- "Burkill, Albert Robson（页面存档备份，存于）", Calendar of Grants of Probate of Wills and Letters of Administration Made in the Probate Office and its District Registries, 1914, 1915.
- "Death of an Old "China Hand" - Mr. James S. Fearon", The Hongkong Daily Press, 3 November 1920, p.5.
- "Tanah Merah Estates - Large Reserve Area Being Retained（页面存档备份，存于）", The Straits Times, 22 July 1921, p.10.
- Official Report of Proceedings（页面存档备份，存于）. Hong Kong: Hong Kong Legislative Council, 1 September 1921.
- "Kota Bahroe Rubber - Tapping Resumed on a Moderate Scale（页面存档备份，存于）", The Straits Times, 19 November 1921, p.10.
- Hong Kong General Chamber of Commerce Report for the Year 1921（页面存档备份，存于）. Hong Kong: Hong Kong General Chamber of Commerce, 1922.
- "Bute Plantations - Over 50 Per Cent. Reduction in Costs（页面存档备份，存于）", The Straits Times, 5 May 1922, p.2.
- "Kapala Island - Company in Voluntary Liquidation（页面存档备份，存于）", The Straits Times, 12 June 1922, p.12.
- Official Report of Proceedings（页面存档备份，存于）. Hong Kong: Hong Kong Legislative Council, 3 August 1922.
- Official Report of Proceedings（页面存档备份，存于）. Hong Kong: Hong Kong Legislative Council, 17 August 1922.
- "The Shanghai Denunciation of the Hongkong Government", The Hongkong Telegraph, 13 June 1923, p.4.
- "Those Shipping Profits - Mr. Moller and Mr. Burkill and the Colonial Secretary", Hongkong Daily Press, 26 June 1923, p.5.
- Fletcher, A. G. M., Report of the Shipping Control in Hongkong, 1917-1923. Hong Kong: Hongkong Government, 25 July 1923.
- "Shipping Profits - Action Against the Hongkong Government（页面存档备份，存于）", The Straits Times, 9 August 1923, p.9.
- Compiled by Ezekiel, S., Leaders of Commerce, Industry and Thought in China（页面存档备份，存于）. Shanghai: Geo. T. Lloyd, 1924.
- "Motoring in Shanghai - Central Garage Wanted - One Way Traffic", The South China Morning Post, 5 April 1924, p.1.
- The Little Blue Book of Shanghai. Shanghai: Isida, 1931.
- "Sungei Duri's Sound Position - Final Dividend of 75 Cents a Share（页面存档备份，存于）", The Singapore Free Press and Mercantile Advertiser, 2 November 1934, p.10.
- North China Daily News, 15 May 1935.
- "Shanghai Race Club - Tribute to Mr. A. W. Burkill", Hong Kong Daily Press, 1 June 1935, p.7.
- "Change of Address", The South China Morning Post, 30 December 1947, p.5.
- "Mr C. R. Burkill - Well-known Shanghai Resident Passes", The South China Morning Post, 28 February 1950, p.6.
- "Mr A. W. Burkill - Prominent S'hai Resident Passes - Keen Sportsman", The South China Morning Post, 22 January 1952, p.6.
- "Rubber crops", The South China Morning Post, 8 April 1970, p.39.
- "Chou En-lai's debt of honour", The South China Morning Post, 8 December 1979, pp.10-11.
- Kong, Yuk Chui, Jewish merchants' community in Shanghai: a study of the Kadoorie Enterprise, 1890-1950（页面存档备份，存于）. Hong Kong: Hong Kong Baptist University HKBU Institutional Repository, 30 August 2017.
- "Journal of a Voyage to China by James Dow（页面存档备份，存于）", Jisc Archives Hub, retrieved on 1 September 2019.
- "England and Wales Birth Registration Index, 1837-2008: Albert Robson Burkill （页面存档备份，存于）", FamilySearch, retrieved on 1 September 2019.
- "England and Wales Death Registration Index 1837-2007: Clementina C L Burkill （页面存档备份，存于）", FamilySearch, retrieved on 1 September 2019.
- "England and Wales Death Registration Index 1837-2007: Marjorie Burkill （页面存档备份，存于）", FamilySearch, retrieved on 1 September 2019.
- "The List of Local Responsible Persons (LRP)（页面存档备份，存于）", Medical Device Control Office. Hong Kong: The Department of Health, retrieved on 1 September 2019.
- "Derby of Hong Kong（页面存档备份，存于）", Racing Memories, retrieved on 1 September 2019.

### 中文資料
- 孫德祥撰，〈文史資料（第五輯）：為抗日捐軀的實業家項松茂（页面存档备份，存于）〉，《政協寧波市委員會文史匯編》，2006年12月18日。
- 〈上海審判志：大事記（页面存档备份，存于）〉。上海：上海市地方志辦公室，2008年5月12日。
- 〈祥茂肥皂（页面存档备份，存于）〉，《家鄉網》，造訪於2019年9月1日。
- 〈聯合利華（页面存档备份，存于）〉，《家鄉網》，造訪於2019年9月1日。

## 外部鏈結
- 講馬講歷史網站
  - 柏基爾 昆仲 (騎士)（页面存档备份，存于）
  - '拔得'·伯基爾 （页面存档备份，存于）
  - 伯基爾, 查禮氏·力見惱·'卓克'（页面存档备份，存于）